# Agriphila biarmicus
Agriphila biarmicus là một loài bướm đêm trong họ Crambidae.